# Scrittura tecnica

La scrittura tecnica è una forma di comunicazione tecnica, un tipo di scrittura formale utilizzata in diversi campi, tra cui informatica, chimica, industria aerospaziale, robotica, finanza, elettronica di consumo e biotecnologia.
Una scrittura tecnica efficace traduce il gergo specialistico, presentando le informazioni utili in modo chiaro e facilmente comprensibile per il pubblico a cui sono rivolte. Una scrittura tecnica inefficace, d'altro canto, crea spesso gergo tecnico non necessario, originando confusione e incomprensione nel lettore. 
Gli scrittori tecnici spesso lavorano nei settori di Sviluppo delle Informazioni, Documentazione Tecnica o Pubblicazioni Tecniche. In alcune organizzazioni, ad esempio, gli scrittori tecnici sono definiti come Specialisti dello sviluppo delle informazioni, Esperti di documentazione, Tecnici di documentazione oppure Specialisti dello sviluppo di Contenuti Tecnici. 
Gli scrittori tecnici spiegano idee complesse a un pubblico esperto e non; ciò comprende ad esempio spiegare a un programmatore come utilizzare una libreria software, o illustrare a un utente come far funzionare il telecomando della televisione. Gli scrittori tecnici raccolgono le informazioni sia da documenti preesistenti sia da esperti in materia, che sono coloro che padroneggiano l'argomento su cui lo scrittore tecnico sta lavorando. Gli scrittori tecnici non sono necessariamente esperti in materia, a meno che non scrivano su come creare un buon documento tecnico.
La produzione e distribuzione delle informazioni tecniche è il compito di lavoratori che operano in diverse posizioni e in diversi campi. Uno scrittore tecnico deve possedere ottime competenze linguistiche e deve comprendere le evolute convenzioni della comunicazione tecnica moderna. Perché i documenti tecnici siano utili, i lettori devono capire ed eseguire le istruzioni senza bisogno di decodificare una prosa verbosa e ambigua.

## Esempio di un progetto di scrittura tecnica
Per scrivere una ricetta uno scrittore tecnico deve considerare:
- Il pubblico: si tratta di persone comuni o cuochi specializzati?
- Fonti: esiste già una documentazione, ad es. una bozza della ricetta? Chi è l'esperto in materia?
- Prodotto: il prodotto è un testo semplice da inserire in un libro, o un testo formattato per la stesura finale? La pubblicazione finale è un giornale, una pagina internet o un altro mezzo d'informazione?

Una volta che lo scrittore tecnico avrà stabilito che la ricetta è scritta sul retro di un tovagliolo ma è parzialmente illeggibile e che quindi sarà necessario interrogare l'esperto in materia, in questo caso il cuoco che ha creato la ricetta; che il pubblico è formato da persone comuni e che dovrà modificare lo stile di conseguenza e sostituire o spiegare parole quali “tortiera apribile” e “frullatore a immersione”, la prima stesura della ricetta è pronta. Questa passa alla correzione tecnica fatta dal cuoco, che segnala correzioni tecniche (ad es. cuocere a 350 e non a 325 gradi). Lo scrittore, poi, prepara una versione finale della ricetta che passa al controllo linguistico per assicurare la correttezza grammaticale delle istruzioni; dopodiché il cuoco o qualsiasi altro soggetto interessato al progetto revisiona un'ultima volta la ricetta, che è poi pronta per essere stampata o pubblicata su un sito Internet.

## Storia
Le origini della scrittura tecnica si fanno variamente risalire agli antichi greci, ma comunque già dal medioevo vi sono i vari manuali della mercatura, atti notarili, atti giuridici in genere e delibere amministrative che seguono i dettami del linguaggio tecnico. Di certo una forte tendenza verso questa disciplina, almeno per la tecnologia, si manifesta a partire dalla Prima Guerra Mondiale: manuali sull'uso delle armi, documentazione militare.
Nel 1953 sulla costa orientale degli Stati Uniti nascono due organizzazioni con il compito di migliorare la pratica della comunicazione tecnica: la Society of Technical Writers (Società degli Scrittori Tecnici) e la Association of Technical Writers and Editors (Associazione degli Scrittori ed Editori Tecnici). Queste due organizzazioni si fondono nel 1957 per formare la Society of Technical Writers and Editors (Società degli Scrittori ed Editori Tecnici), un predecessore della odierna Society for Technical Communication (STC) (Società per la Comunicazione Tecnica).

## Comunicare con il pubblico
La scrittura tecnica è un mezzo di comunicazione che trasmette specifiche informazioni a un pubblico ben definito per un motivo preciso; molto spesso si tratta di esporre contenuti scientifici o tecnici che hanno a che fare con le scienze. 
La scrittura tecnica traduce concetti tecnici complicati in un linguaggio semplice in modo da permettere a uno specifico utente o utenti di portare a termine un compito preciso in un modo preciso; quindi l'analisi del pubblico è un elemento fondamentale in tutti i tipi di scrittura tecnica. 
Una scrittura tecnica di qualità richiede in genere una persona specificamente formata come scrittore tecnico. Una comunicazione efficace, infatti, richiede la capacità di produrre contenuti, linguaggio, formati e quant'altro di qualità, e per presentare contenuti appropriati uno scrittore deve aver chiaro il pubblico e lo scopo del testo.

## Avanzamento professionale
I gradini della carriera professionale di uno scrittore tecnico sono pochi. Uno scrittore tecnico può, infatti, diventare uno Scrittore tecnico senior, che coordina progetti più complessi oppure un piccolo gruppo di lavoro; per poi passare al grado di Direttore della documentazione, che coordina più progetti e team allo stesso tempo. Solo pochi scrittori tecnici acquisiscono una competenza specifica in un ambito tecnico specifico e passano negli ambiti pertinenti, quali ad esempio Qualità del software o Analisi aziendale.

## Prodotti
La scrittura tecnica è generalmente associata alle Guide in linea e ai manuali d'uso; però ci sono altri contenuti tecnici creati dagli scrittori tecnici, tra cui:
- Procedure di evacuazione
- Procedure di risposta al quadro di segnalazione
- Guide per programmatori alla programmazione delle interfacce delle applicazioni
- Istruzioni di assemblaggio
- Manuali aziendali
- Contratti
- Attività di certificazione e riconoscimento
- Relazioni aziendali annuali
- Dichiarazioni aziendali di non responsabilità
- Manuali per progettisti
- Documentazione riguardante il Feature Design
- Manuali o schede per principianti
- Procedure di manutenzione e riparazione
- Copioni per pellicole o filmati industriali
- Manuali d'installazione
- Articoli di periodici
- Manuali per amministratori di rete
- Manuali per la configurazione di rete
- Manuali per il miglioramento della rete
- Strategie e procedure
- Presentazioni
- Suggerimenti (azienda)
- Documenti di consultazione
- Note di comunicazione
- Relazioni
- Documentazione di requisiti
- Relazioni scientifiche
- Manuali per l'allestimento di siti
- Norme
- Giornali tecnici
- Materiale per la formazione
- Manuali per la risoluzione di guasti e problemi
- Tutorial (multimediali)
- Manuali d'uso
- Libri bianchi